# Miquel Blanch i Coll
Miquel Blanch i Coll   (Banyoles, 1925 - Banyoles, 15 d'agost de 2000) fou un llibreter banyolí.
Quan tenia 13 anys ja regentava la llibreria dels seus pares. Gran aficionat a la lectura, al cinema i al teatre, després de la guerra civil espanyola, va aprendre l'ofici d'impressor a Salt i a la dècada del 1950 va fundar la seva pròpia impremta i llibreria, la llibreria Blanch de Banyoles, que va estar en funcionament més de 35 anys. Va ser un dels socis fundadors del Cinema Club de Banyoles el 1959, que va impulsar amb altres persones durant els anys 1960 i 1970. Es va casar amb Rosa Claparols Moret i van tenir dos fills.
L'Ajuntament de Banyoles li va publicar pòstumament el llibre «Un món de paper» (Banyoles, 2003), en el marc de la Col·lecció Quaderns de Banyoles, publicació pòstuma a cura de Jordi Galofré, de caràcter autobiogràfic i on hi descriu alhora que les seves vivències la història de la ciutat. Fou autor de diversos articles i col·laboracions en llibres al llarg de la seva vida.